# Kamp Drancy

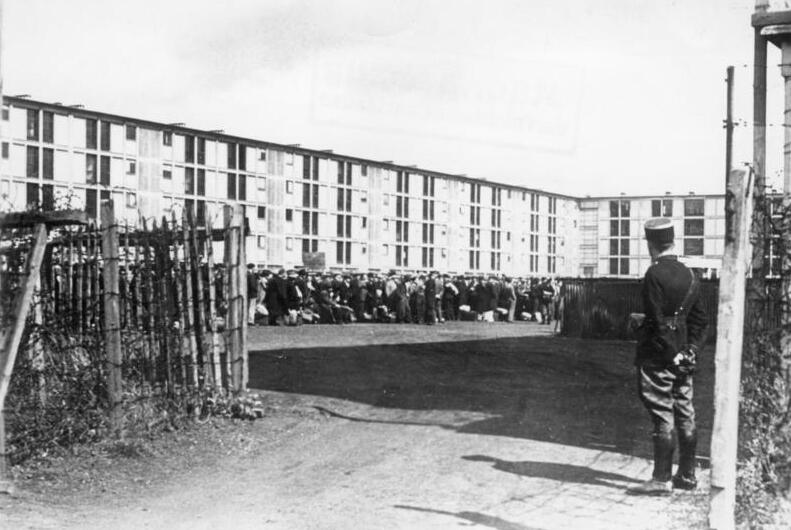
Kamp Drancy

Kamp Drancy (Duits: Durchgangslager Drancy) was tijdens de Tweede Wereldoorlog een internerings- en doorgangskamp in de Franse stad Drancy, ten noorden van Parijs. Vanuit Kamp Drancy werden circa 70.000 Joden gedeporteerd.
Het gebouwencomplex, Cité de la Muette geheten, was oorspronkelijk ontworpen als een sociaal woningbouwproject voor zevenhonderd mensen. Na de capitulatie van Frankrijk werd het onvoltooide complex in 1941 door de Vichy-regering omgebouwd tot interneringskamp. Het was voornamelijk bestemd voor Joden, maar ook homoseksuelen en anderen die als ongewenst werden beschouwd, werden er opgesloten. Aanvankelijk maakte de Franse politie van het Vichy-bewind er de dienst uit, maar per 1 juli 1943 nam de SS de macht over. Alois Brunner werd kampcommandant en het complex ging functioneren als doorgangskamp. In 67 transporten werden bijna 65.000 Joden gedeporteerd, voornamelijk naar Auschwitz-Birkenau. Sommige transporten, de Coseltransporten, maakten een tussenstop 80 km voor Auschwitz. Toen het kamp op 17 augustus 1944 door de geallieerden werd bevrijd, waren er nog zo'n tweeduizend overlevenden.
Naast het hoofdkamp in Drancy waren in Parijs nog drie nevenkampen gevestigd: Austerlitz in een pakhuis bij het Gare d'Austerlitz, Lévitan in een meubelzaak in het 10e arrondissement en Bassano, dat zeer wrang was gevestigd in het geconfisqueerde stadspaleis van de joodse familie Cahen d'Anvers in het 16e arrondissement.

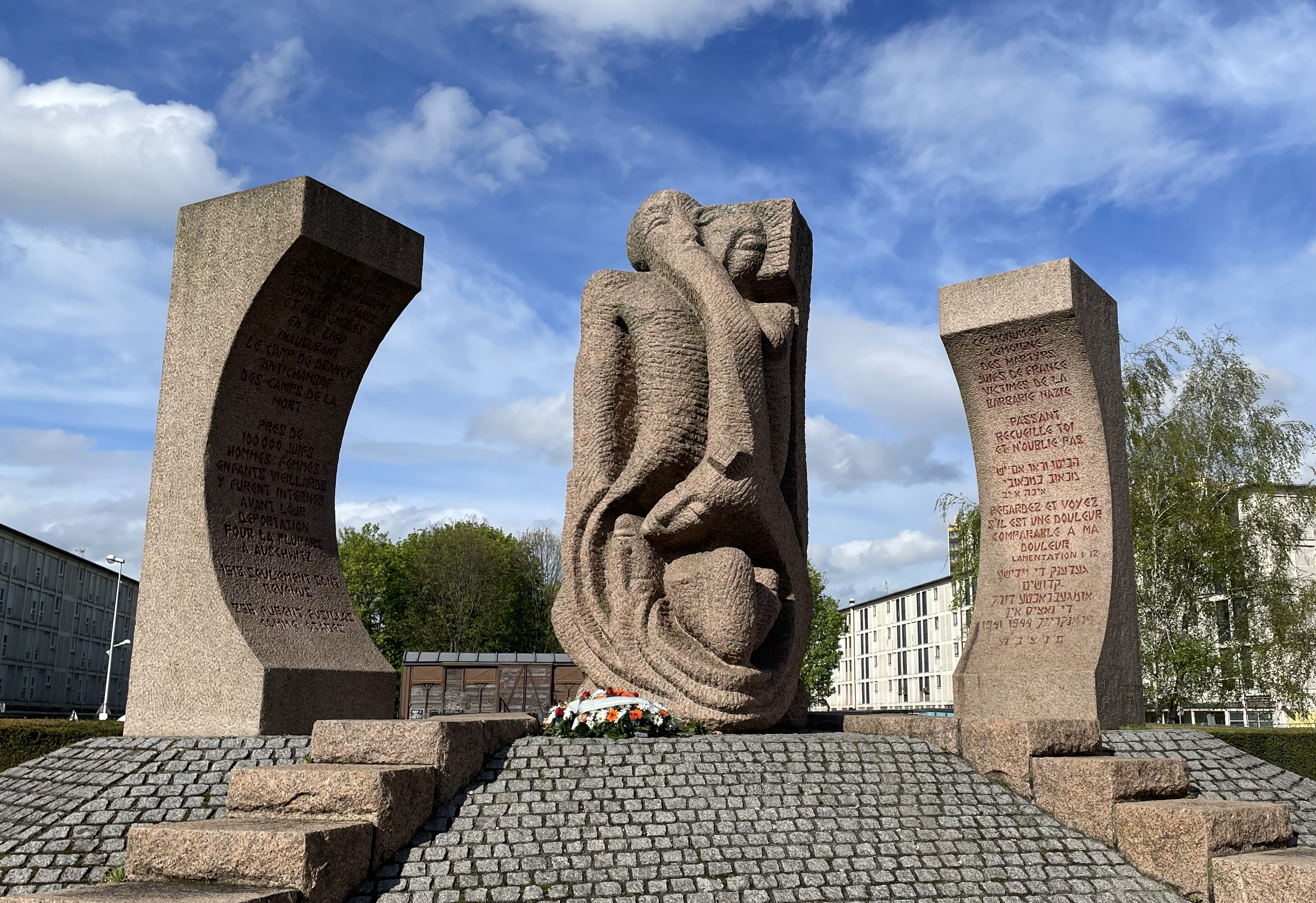
Gedenkteken

Na de oorlog zijn de gebouwen blijven staan. Eromheen ontstond een woonwijk. Op veel muren zijn nog inscripties van de vroegere gevangenen te vinden. In 1976 werd een gedenkteken opgericht, ontworpen door de beeldhouwer Shlomo Selinger. De Franse staat ontkende tot 1995 iedere verantwoordelijkheid voor wat er in Drancy heeft plaatsgevonden, maar in een speech op 16 juli van dat jaar erkende de Franse president Jacques Chirac de medeverantwoordelijkheid van de Franse staat voor deelname aan wat hij omschreef als "misdadige waanzin". In 2012 opende president François Hollande een nieuw museum, het Mémorial de la Shoah, ontworpen door het Zwitserse bureau Diener & Diener Architekten.
Alfabetisch op naam.  Indien een kamp meerdere rollen had, staat het in de "hoogste" groep.
Zie ook: Lijst van naziconcentratiekampen · Jappenkampen in Nederlands-Indië · Lijst van jappenkampen